# Куадрилья-де-Горбеиальдеа
Куадрилья-де-Горбеиальдеа (исп. Cuadrilla de Gorbeialdea, баск. Gorbeialdea) — район (комарка) в Испании, одна из семи комарок провинции Алава (в составе автономного сообщества Страна Басков).
В текущих границах комарка создана в 1983 году, до 2016 года носила название Куадрилья-де-Суйя (исп. Cuadrilla de Zuya). Новое название дано по хребту Горбеа (англ. Gorbea), занимающему значительную часть территории.
Административный центр — деревня Murgia в муниципалитете Суйя. Площадь комарки — 461.58 км², население — 9 684 человек (по состоянию на 2017 год).

## Муниципалитеты
1. Арамайона
2. Аррасуа-Убаррундиа
3. Вильярреаль-де-Алава
4. Уркабустайс
5. Сигойтиа
6. Суйя